# Beit Haverim
Le Beit Haverim (« maison des amis » en hébreu), groupe juif LGBT de France, est une association loi de 1901 à vocation socio-culturelle.

## Historique
Fondée en 1977 par une poignée de Juifs ashkénazes, et avec l'aide du pasteur Joseph Doucé, le Beit Haverim est l’une des plus importantes et plus anciennes associations LGBT françaises ; par ailleurs, fondatrice parmi d'autres de l’Inter-LGBT. Cette association est ouverte à tout le monde, toutes et tous y sont bienvenu(e)s dans un esprit d'amitié, de tolérance, et de mixité.
En 2008, le Beit Haverim acquiert un local associatif situé 5 rue Fénelon, Paris 10e arrondissement.
En 2017, l'association a fêté ses 40 ans avec la sortie d'un livre ; parmi les nombreux rabbins sollicités pour participer à son écriture, seul Michaël Azoulay a accepté. L'objectif du livre est notamment celui de présenter une analyse des rapports entre judaïsme et homosexualité.
En avril de la même année, le Beit Haverim s'est tenue aux côtés de l'association Les « Oublié.e.s » de la Mémoire qui défend le devoir de mémoire envers les déportés pour motif d’homosexualité, pour déposer une gerbe en hommage aux victimes juives de la déportation.

## Actions
Cette association soutient ses membres dans l'acceptation de leur identité homosexuelle et juive, et se bat pour favoriser la prise en compte de l'homosexualité dans la communauté juive française.
Elle propose, à Paris, Lyon, Montpellier, Marseille, diverses activités, comme des rencontres avec des personnalités juives et/ou homosexuelles, des forums de réflexion, des sorties, et organise plusieurs Tea Dance ou soirées par an. L'association n'est pas politisée : elle accueille des personnes de toutes sensibilités politiques, de toutes orientations sexuelles et de toutes religions.
Elle est adhérente et membre du Conseil d'Administration du CGL de Paris, membre fondateur de l'Inter-LGBT, membre du RAVAD et du World Congress of Gay Lesbian Bisexual and Transgender Jewish Organisations.
Le Beit Haverim est aussi membre, depuis 2019, du Conseil représentatif des institutions juives de France (CRIF).

### Visibilité à la marche des fiertés

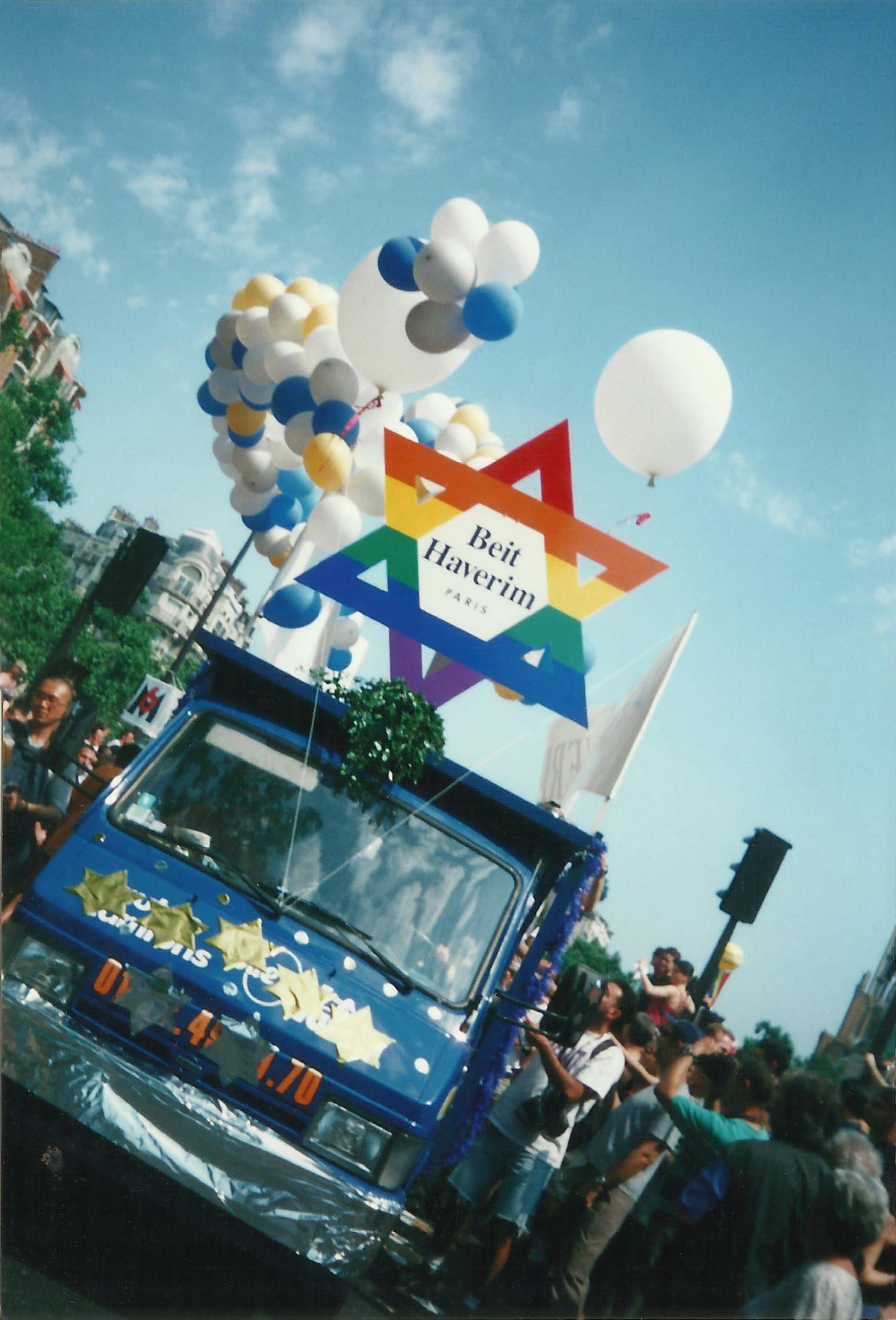
Char du Beit Haverim lors de la marche des fiertés de juin 2001.
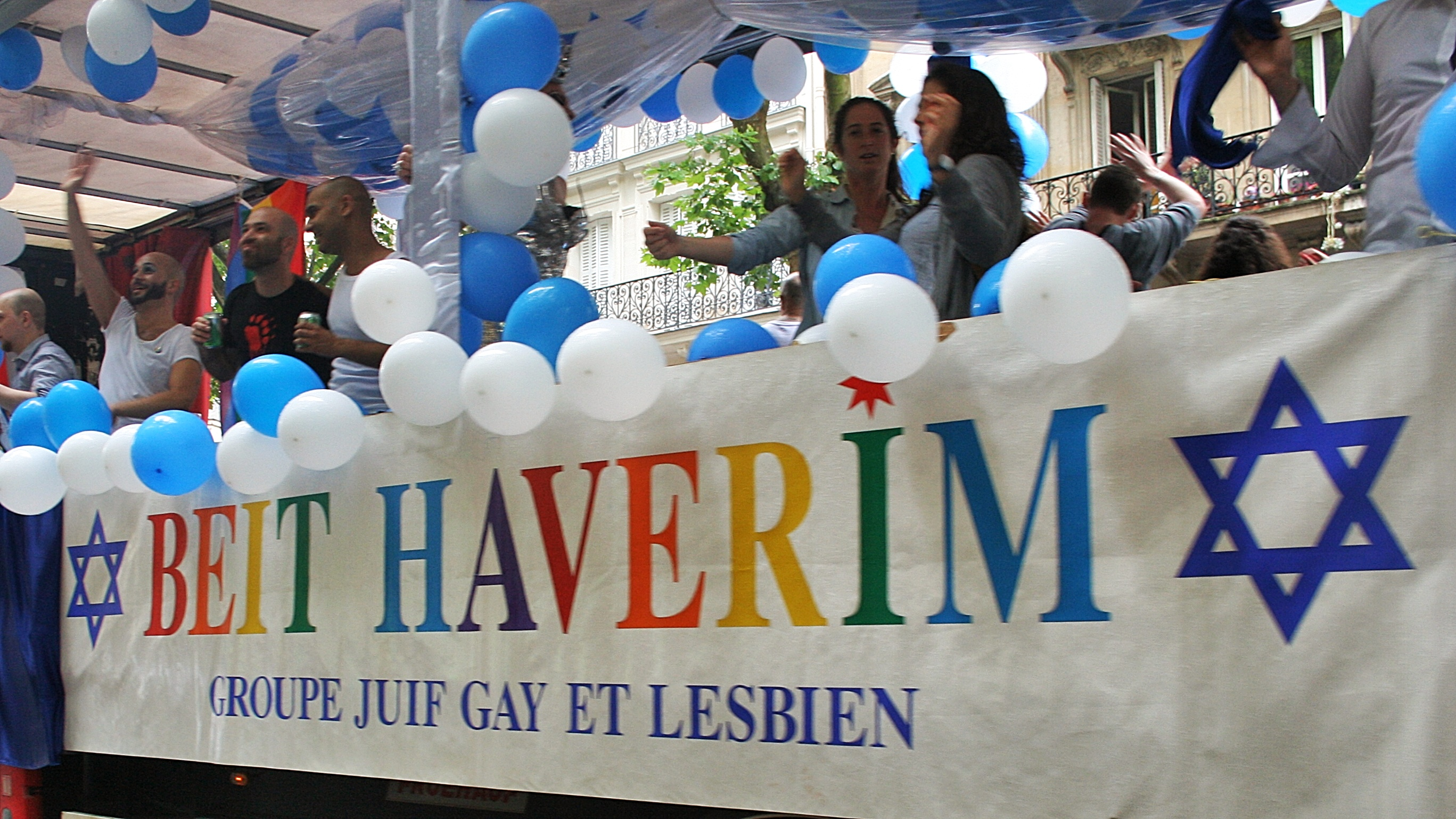
Char du Beit Haverim lors de la marche des fiertés de juin 2014.
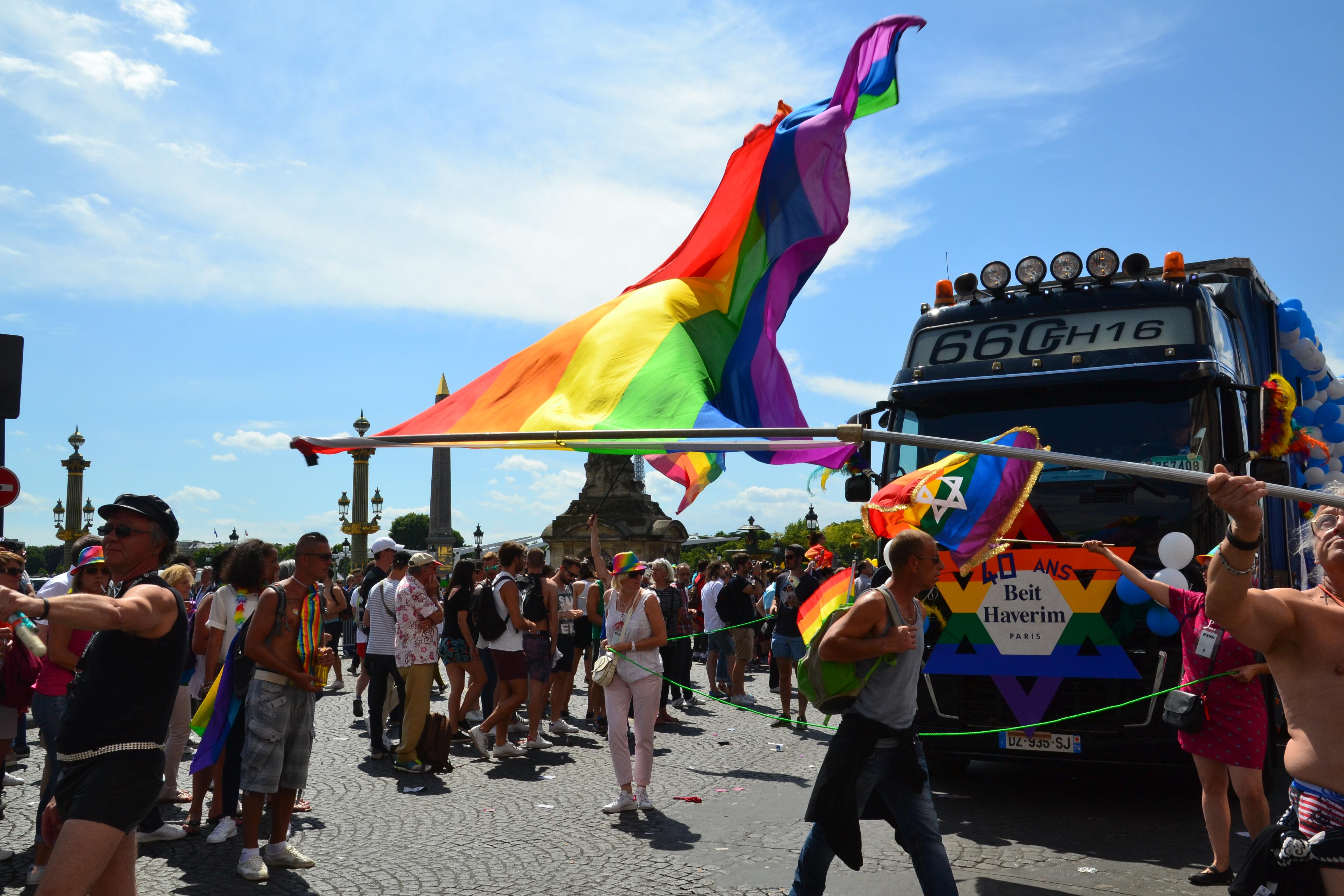
Char du Beit Haverim lors de la marche des fiertés parisienne, le 24 juin 2017.